# Açude Brumado
Açude Brumado är en reservoar i Brasilien.   Den ligger i kommunen Rio de Contas och delstaten Bahia, i den östra delen av landet, 700 km öster om huvudstaden Brasília. Açude Brumado ligger 1 026 meter över havet. Arean är 5,7 kvadratkilometer. Den sträcker sig 7,0 kilometer i nord-sydlig riktning, och 4,8 kilometer i öst-västlig riktning.
Omgivningarna runt Açude Brumado är huvudsakligen savann. Runt Açude Brumado är det glesbefolkat, med 14 invånare per kvadratkilometer.